# Roberto Carlos (álbum de 1974)
Roberto Carlos é o décimo quarto álbum de estúdio cantor e compositor Roberto Carlos, lançado em  Dezembro de 1974 pela gravadora CBS. O Rei entrega neste álbum, muita sensibilidade e nostalgia, mesclando canções novas  que se tornariam clássicos de seu repertório, como a magnífica "O Portão" e também duas músicas marcantes do cancioneiro nacional, a linda "A Deusa da Minha Rua" de Newton Teixeira e Jorge Faraj e "Ternura Antiga" de Ribamar e Dolores Duran, cantora e compositora que Roberto Carlos é muito fã e que nesse ano de 1974, completava 15 anos de seu falecimento. Outros destaques  deste disco são: "É Preciso Saber Viver", gravada originalmente em 1968 pela dupla "Os Vips", a triste e melancólica "Despedida", a pacifista "Eu Quero Apenas" e "Resumo", poema de Eunice Barbosa, mãe do cantor Antônio Marcos e que foi musicado por Mário Marcos, também filho de Eunice Barbosa.

## Faixas - Composição e Duração[2]
| Nº  | Título                           | Composição                               | Duração |
| --- | -------------------------------- | ---------------------------------------- | ------- |
| 1.  | "Despedida"                      | Roberto Carlos-Erasmo Carlos             | 4:48    |
| 2.  | "Quero Ver Você de Perto"        | Benito di Paula                          | 3:18    |
| 3.  | "O Portão"                       | Roberto Carlos-Erasmo Carlos             | 5:31    |
| 4.  | "Ternura Antiga"                 | Dolores Duran-Ribamar                    | 3:52    |
| 5.  | "Você"                           | Roberto Carlos-Erasmo Carlos             | 2:57    |
| 6.  | "É Preciso Saber Viver"          | Roberto Carlos-Erasmo Carlos             | 3:28    |
| 7.  | "Eu Quero Apenas"                | Roberto Carlos-Erasmo Carlos             | 4:30    |
| 8.  | "Jogo de Damas"                  | Isolda-Milton Carlos                     | 4:18    |
| 9.  | "Resumo"                         | Eunice Barbosa-Mário Marcos              | 3:27    |
| 10. | "A Deusa da Minha Rua"           | Newton Teixeira-Jorge Faraj              | 3:39    |
| 11. | "A Estação"                      | Roberto Carlos-Erasmo Carlos             | 4:11    |
| 12. | "Eu Me Recordo" (Yo Te Recuerdo) | Armando Manzanero Versão: Roberto Carlos | 4:37    |

Ficha Técnica
Faixas - Arranjo, Estúdio e Data de Gravação
| Nº  | Título                           | Arranjo             | Estúdio                                 | Data de Gravação |
| --- | -------------------------------- | ------------------- | --------------------------------------- | ---------------- |
| 1.  | "Despedida"                      | Jimmy Wisner        | CBS "B" - Nova Iorque - EUA             | 07/10/1974       |
| 2.  | "Quero Ver Você de Perto"        | Jimmy Haskell       | United/Western Studio - Hollywood - EUA | 30/09/1974       |
| 3.  | "O Portão"                       | Jimmy Haskell       | United/Western Studio - Hollywood - EUA | 30/09/1974       |
| 4.  | "Ternura Antiga"                 | Jimmy Wisner        | CBS "B" - Nova Iorque - EUA             | 07/10/1974       |
| 5.  | "Você"                           | Jimmy Wisner        | CBS "B" - Nova Iorque - EUA             | 07/10/1974       |
| 6.  | "É Preciso Saber Viver"          | Chiquinho de Moraes | CBS - RJ                                | 17 e 19/07/1974  |
| 7.  | "Eu Quero Apenas"                | Jimmy Haskell       | United/Western Studio - Hollywood - EUA | 30/09/1974       |
| 8.  | "Jogo de Damas"                  | Jimmy Haskell       | United/Western Studio - Hollywood - EUA | 30/09/1974       |
| 9.  | "Resumo"                         | Jimmy Wisner        | CBS "B" - Nova Iorque - EUA             | 09/10/1974       |
| 10. | "A Deusa da Minha Rua"           | Chiquinho de Moraes | CBS - RJ                                | 11/05/1974       |
| 11. | "A Estação"                      | Jimmy Wisner        | CBS "B" - Nova Iorque - EUA             | 09/10/1974       |
| 12. | "Eu Me Recordo" (Yo Te Recuerdo) | Jimmy Wisner        | CBS "B" - Nova Iorque - EUA             | 11 e 12/10/1974  |

Produção:
Evandro Ribeiro
Técnicos de Gravação - Rio de Janeiro:
Eugênio Pinto de Carvalho, Emiliano Costa Neto e Manoel Jose Magalhães Neto 
Técnico de Gravação - Hollywood - EUA:
Matt Hyde
Técnico de Gravação - Nova Iorque - EUA:
Tim Geelan
Fotos:
Armando Canuto

## Tabelas

### Tabelas anuais
| Tabela musical (1974) | Posição |
| --------------------- | ------- |
| Brasil (Nopem)        | 6       |

## Certificações e vendas
| Região                                                       | Certificação | Unidades/vendas |
| ------------------------------------------------------------ | ------------ | --------------- |
| Brasil (PMB)                                                 | 3× Platina   | 1.000.000+      |
| ‡vendas+valores de streaming baseados apenas na certificação |              |                 |